# 自動触発海底水雷ノ敷設ニ関スル条約
自動触発海底水雷ノ敷設ニ関スル条約（じどうしょくはつかいていすいらいのふせつにかんするじょうやく Convention relative to the Laying of Automatic Submarine Contact Mines）（ハーグ第8条約）は、戦時国際法であり、いわゆる一連のハーグ条約の一つとして、1907年に締結された。

## 概要
専ら機雷に関する国際法としては、本条約しかなく、21世紀においても効力を持つとされている。本条約の成立には、日露戦争後の機雷処理に対する懸念があった。
ただし、現在では海洋法に関する国際連合条約が発効するなど、条約締結時とは技術的・法的環境も異なってきていることから、本条約の適用には多面的な検討を必要となっている。技術的には、触発機雷のみを対象としており、条約後に開発された感応機雷については言及がない。なお、国連海洋法条約第25条では無害ではない通航の阻止のために、沿岸国が措置を講じることを認めている。

## 条約の主な内容
海洋の自由利用や平和的航海のために、機雷の使用に制限を設けるとしている。
- 1時間以内に無力化しない浮遊機雷（無繋維）の禁止。
- 繋維機雷がワイヤーから外れた場合、直ちに無力化しない機雷の禁止。（浮流機雷の禁止）
- 民間通商妨害目的のみでの、機雷敷設の禁止。
- 交戦国は、機雷を敷設した場合、各国へ危険区域を通知する。
- 中立国は、機雷を敷設する前に、各国へ危険区域を通知する。
- 戦争終了後の機雷を無力化の努力義務。